# Maria Breon
Maria Breon är en amerikansk sångerska, sedan 2005 vokalist i symphonic power metal-bandet HolyHell. Hon studerade modern opera vid Baldwin Wallace Conservatory of Music i Berea, Ohio. 
Under en turné 2007 sjöng hon duetten "The Phantom of the Opera", från Andrew Lloyd Webbers kända musikal med samma namn, med Eric Adams från power metal-bandet Manowar. Låten har inkluderats i HolyHells första EP, Apocalypse.

## Diskografi
Med HolyHell
- 2007 – Demons, Dragons and Warriors (delad CD: Rhapsody of Fire / Manowar / HolyHell)
- 2007 – Apocalypse (EP)
- 2009 – HolyHell (studioalbum)
- 2012 – Darkness Visible - The Warning (EP)
- 2014 – "Invictus" (singel)